# Aulonocara saulosi
Aulonocara saulosi е вид бодлоперка от семейство Цихлиди (Cichlidae). Видът не е застрашен от изчезване.

## Разпространение и местообитание
Разпространен е в Малави и Танзания.
Среща се на дълбочина от 7 до 40 m.

## Описание
На дължина достигат до 9,2 cm.